# Ptilonomia plumosa
Ptilonomia plumosa är en biart som först beskrevs av Michener 1965.  Ptilonomia plumosa ingår i släktet Ptilonomia och familjen vägbin. Inga underarter finns listade i Catalogue of Life.